# Offenbach-Zentrum
Zentrum ist ein Stadtteil der südhessischen Großstadt Offenbach am Main. Er ist neben elf weiteren Stadtteilen Juli 2019 aus dem bis dahin stadtteilfreien Bereich gebildet worden.
In diesem Stadtteil lebten im Juni 2020 circa 17.200 Menschen. Damit ist Zentrum einwohnerstärkster Stadtteil Offenbachs.

## Lage
Zentrum liegt seinem Namen entsprechend im alten Ortskern Offenbachs. Im Westen grenzt es von Norden beginnend an die Stadtteile Hafen, Nordend und Westend. Nach Süden hin bildet die Strecke der Frankfurt-Bebraer Eisenbahn die Grenze zu den Stadtteilen Senefelderquartier und Lindenfeld. Östlich befindet sich das Mathildenviertel. Nach Norden hin schmiegt sich das Stadtviertel an den Offenbacher Mainbogen, an dessen gegenüberliegenden Ufer sich der Frankfurter Stadtteil Fechenheim befindet, der über die Carl-Ulrich-Brücke erreichbar ist.

## Kultur und Sehenswürdigkeiten

### Museen
In Zentrum finden sich vier Museen Offenbachs:
Das Deutsche Ledermuseum wurde 1917 von Hugo Eberhardt gegründet, ursprünglich als Sammlung von historischen Vorbildern für die Ausbildung junger Produktgestalter, Handwerker und Lederwarenproduzenten. Bis heute konnten mehr als 30.000 Objekte aus allen Kulturen und Epochen zusammengetragen werden, die sich auf drei Sammlungsbereiche – die Angewandte Kunst, die Ethnologie und das Deutsche Schuhmuseum – aufteilen.
Das Klingspor-Museum ist ein Museum für Schriftkunst und Typografie, das einst als Grafikdesign-Museum begonnen hatte. Es befindet sich im Südflügel des Büsing-Palais.
Das Haus der Stadtgeschichte ist aus dem Zusammenschluss von Stadtmuseum und Stadtarchiv der Stadt hervorgegangen. Es zeigt 10.000 Jahre Geschichte der Stadt Offenbach von der Steinzeit bis zur Gegenwart. Das Ausstellungsdesign des Haus der Stadtgeschichte, entworfen von der Hochschule für Gestaltung Offenbach am Main, ist eines der modernsten der Region. Mit einem anspruchsvollen Ausstellungs- und Veranstaltungsprogramm hat sich das Haus als kultureller Pfeiler im östlichen Rhein-Main-Gebiet etabliert. Das Museum befindet sich im Bernardbau.
Jüngstes Offenbacher Museum ist das Digital Retro Park Museum für digitale Kultur. Das Museum präsentiert seinen Besuchern auf rund 200 m² etwa 40 Exponate, Geräte aus den verschiedenen Zeitaltern der Computergeschichte, die von den Besuchern ausprobiert und benutzt werden dürfen.

### Regelmäßige Veranstaltungen
Das Lichterfest ist eine jährlich im August stattfindende Veranstaltung im Büsing-Park. Zentraler Bestandteil ist ein Freiluftkonzert der Neuen Philharmonie Frankfurt. Seit 2004 zieht das Fest jeweils mehr als 8000 Menschen an und zählt damit zu den größten Klassik-Open-Air-Konzerten im Rhein-Main-Gebiet.

## Infrastruktur

### Bildung
In Zentrum gibt es verschiedene Grund- und weiterführende Schulen. Zudem befinden sich eine Hochschule, eine Förderschule und die Volkshochschule im Viertel:
Die Eichendorffschule ist eine Grundschule für rund 400 Schüler bei etwa 25 Lehrkräften. Weitere Grundschule ist die Wilhelmschule, an der knapp 280 Schüler von 22 Lehrern unterrichtet werden. Sie trägt das Gütesiegel einer hochbegabungsfördernden Schule. Die Rudolf-Koch-Schule ist ein Gymnasium, an welchem 80 Lehrer etwa 1000 Schüler unterrichten. 1957 am heutigen Standort mit diesem Namen eröffnet, reichen die Wurzeln der Schule bis in das Jahr 1691 zurück. Die Gewerblich-technischen Schulen sind ein Schulzentrum mit Gymnasium, Fachschule Technik, Berufsschule, Berufsfachschule zum Übergang in Ausbildung und Realschule für Erwachsene.
Die Hochschule für Gestaltung ist eine Kunsthochschule des Landes Hessen. Die Hochschule hat circa 750 Studenten, 108 Mitarbeiter, davon 26 Professoren und 40 Lehrkräfte und wissenschaftliche Mitarbeiter. Die Erich-Kästner-Schule ist Förderschule mit dem Förderschwerpunkt Sprachheilförderung. Darüber hinaus besteht eine Klasse mit dem Förderschwerpunkt Geistige Entwicklung. Insgesamt werden an der Einrichtung circa 175 Schüler von 32 Pädagogen betreut.
Schließlich hat die Volkshochschule der Stadt Offenbach ihre Räume im N+M Haus in Zentrum.

### Verkehr

#### Straßenverkehr
Zentrum wird in Nord-Süd-Richtung von der Landesstraße 3001 gequert, welche unter anderem mit Fechenheim verbindet. In West-Ost-Richtung passiert die Berliner Straße, welche bis Mitte der 2000er Jahre Teil der Bundesstraße 43 war, das Quartier. Hierüber ist Zentrum an das Fernstraßennetz angebunden. Im Quartier findet sich zudem eine Entleihstation der Stadtwerke Offenbach für Elektrofahrzeuge.

#### Schienenverkehr und ÖPNV

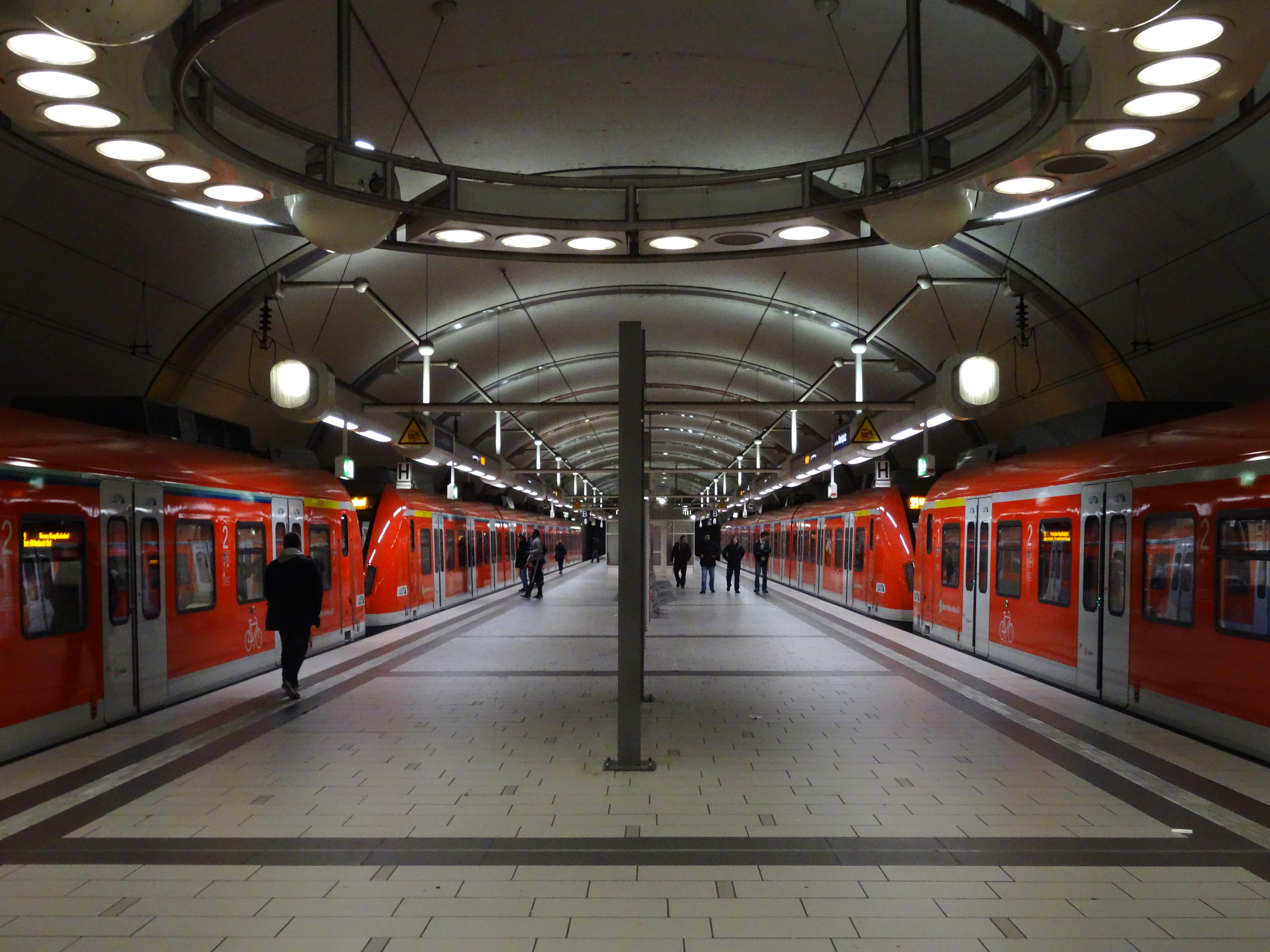
S-Bahn-Station Offenbach-Marktplatz

Durch Zentrum führen die Trassen der Eisenbahnlinien Bebraer Bahn sowie der Südmainischen S-Bahn. Im Viertel liegt der unterirdische zweigleisige S-Bahnhof Offenbach Marktplatz. Hier verkehren alle Linien, die den östlichen Bereich der S-Bahn Rhein-Main bedienen (S1, S2, S8 und S9). Der Halt liegt im City-Tunnel Offenbach.
Am Rande des Quartiers liegt der Hauptbahnhof Offenbachs. Seit Eröffnung der S-Bahn ist er jedoch nur noch von nachgeordneter Bedeutung. Es bestehen lediglich Regionalverbindungen zu Zielen innerhalb Hessens und Bayerns.
Bis zu deren Stilllegung 1955 lag der Endbahnhof der Frankfurt-Offenbacher Lokalbahn auf dem Gebiet Zentrums. Die Gleisanlagen und der Bahnhof wurden bereits 1956 demontiert. Ebenfalls durch das Viertel führte entlang des Mainufers die Hafenbahn Offenbach. Letztmals 2002 genutzt, ist die Anlage ebenfalls fast vollständig abgebaut.
Durch Zentrum führen sämtliche Stadtbuslinien der Offenbacher Verkehrs-Betriebe, außerdem ist der Stadtteil durch Buslinien anderer Betreiber, darunter Express- und Nachtbuslinien, mit dem Umland verbunden.

#### Radfernwege
Am Mainufer verlaufen in Zentrum mehrere Radwanderwege:
- der Hessische Radfernweg R3 (Rhein-Main-Kinzig-Radweg) führt unter dem Motto Auf den Spuren des Spätlesereiters entlang von Rhein, Main und Kinzig über Fulda nach Tann in der Rhön
- der Main-Radweg führt von den Quellen des Weißen- und Roten Mains bis nach Mainz zur Mündung in den Rhein
- die D-Route 5 (Saar-Mosel-Main) von Saarbrücken über Trier, Koblenz, Mainz, Frankfurt am Main, Würzburg und Bayreuth bis zur tschechischen Grenze
- die EuroVelo Route EV4 von Roscoff in Frankreich nach Kiew in der Ukraine

Die Regionalschleife Stadt und Landkreis Offenbach der Hessischen Apfelwein- und Obstwiesenroute unter dem Motto Gastronomiebetriebe, Keltereien und Wochenmarkt führt ebenso durch Zentrum.